# Masoud Kimiai

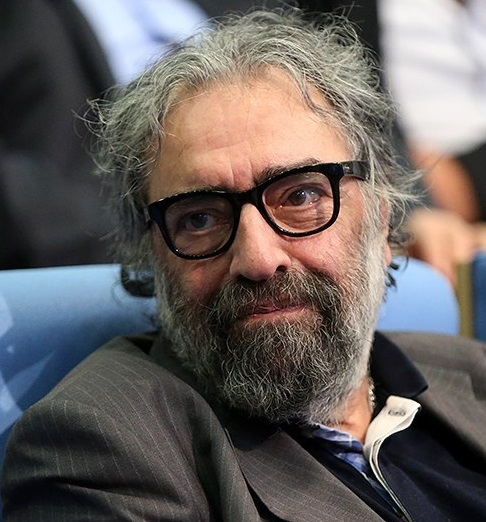
Masoud Kimiai (2015)

Masoud Kimiai (persisch مسعود کیمیایی; * 29. Juli 1941 in Teheran, Iran) ist ein iranischer Drehbuchautor und Filmregisseur.

## Leben
Kimiai erlangte seinen Bachelor- und Masterabschluss in Soziologie an der Universität Teheran. In seiner Masterarbeit beschäftigte er sich mit der literatursoziologischen Thematik von Frauen in zeitgenössischen persischen Romanen.
Sein Einstieg in die Filmbranche war der Film Khodahafez Tehran (1966), an dem er als Regieassistent von Samouel Khachikian mitarbeitete. 1968 erschien sein Erstlingswerk als Regisseur, Biganeh biya, gefolgt von einem seiner bekanntesten Filme, dem Drama Gheisar. Durch diesen und die folgenden Regiearbeiten Reza motori (1970) und Dash Akol (1971) etablierte sich Kimiai als einer der führenden Regisseure des Neuen Iranischen Kinos der 1970er Jahre. Seine Werke zeichnen sich durch einen spezifischen visuellen Stil aus, unter anderem geprägt durch eine schnell wechselnde Kameraführung. Er greift in ihnen Themen auf wie männliche Freundschaft und Loyalität, Verteidigung der Ehre und Rache durch Selbstjustiz. Seine Figuren, die diese Werte vertreten, stammen häufig aus der Arbeiter- oder unteren Mittelschicht. Viele der Drehbücher schrieb Kimiai selbst, basierend auf eigenen Ideen, in Dash Akol greift er dagegen einen literarischen Stoff von Sadegh Hedayat auf. Er arbeitet häufig mit den gleichen Schauspielern (u. a. Behrouz Vossoughi) und dem gleichen Stab zusammen (u. a. Kameramann Nemat Haghighi). Während Kimiai im Iran erfolgreich war, konnte er sich in den westlichen Ländern jedoch nicht durchsetzen, unter anderem bedingt durch seinen Traditionalismus. Einige seiner Filme waren jedoch auch dort auf Festivals zu sehen. Auf der Berlinale 1991 erhielt er eine lobende Erwähnung für Der Biß der Schlange (Dandan-e mar).
Von 1991 bis 2021 war Kimiai mit der Sängerin und Schauspielerin Googoosh verheiratet.

## Filmografie
- 1966: Khodahafez Tehran (als Regieassistent)
- 1969: Gheisar
- 1970: Die schmutzigen Helden von Yucca (The Invincible Six, als Regieassistent)
- 1970: Reza motori
- 1971: Dash Akol
- 1972: Khak
- 1972: Baluch
- 1974: Gavaznha
- 1975: Ghazal
- 1975: Pesar-e sharghi
- 1976: Asb
- 1977: Safar-e sang
- 1982: Khatt-e ghermez
- 1987: Tigh o abrisham
- 1988: Sorb
- 1990: Der Biß der Schlange (Dandan-e mar)
- 1992: Goroohban
- 1994: Radd-e pay-e gorg
- 1995: Tejarat
- 1995: Ziafat
- 1996: Soltan
- 1998: Mercedes
- 1999: Faryad
- 2000: Eteraz
- 2004: Sarbazha-ye jom'e
- 2005: Hokm
- 2007: Rais
- 2009: Mohakeme dar khiyaban
- 2011: Jorm
- 2014: Metropole
- 2021: Den Verräter töten (Khaenkoshi)